# 桑名宿

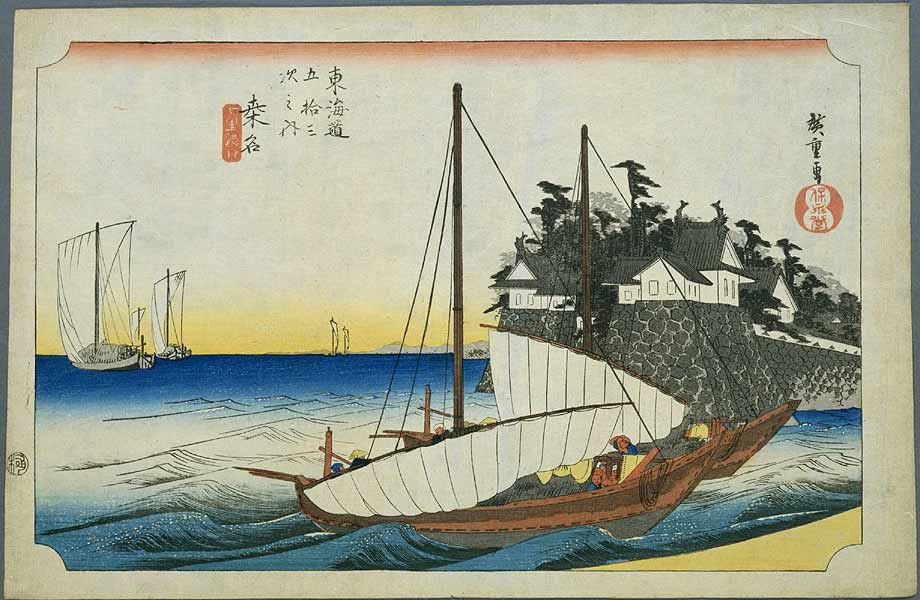
歌川広重『東海道五十三次・桑名』

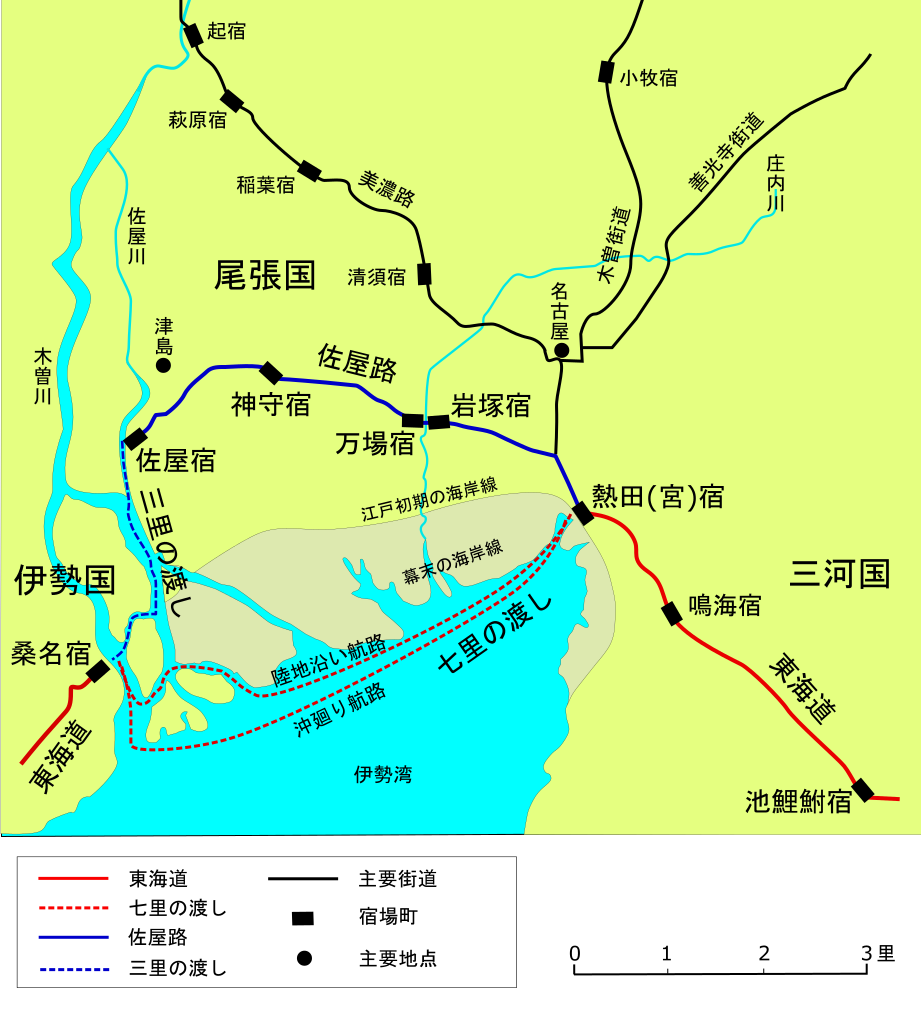
東海道・七里の渡しと桑名宿の位置

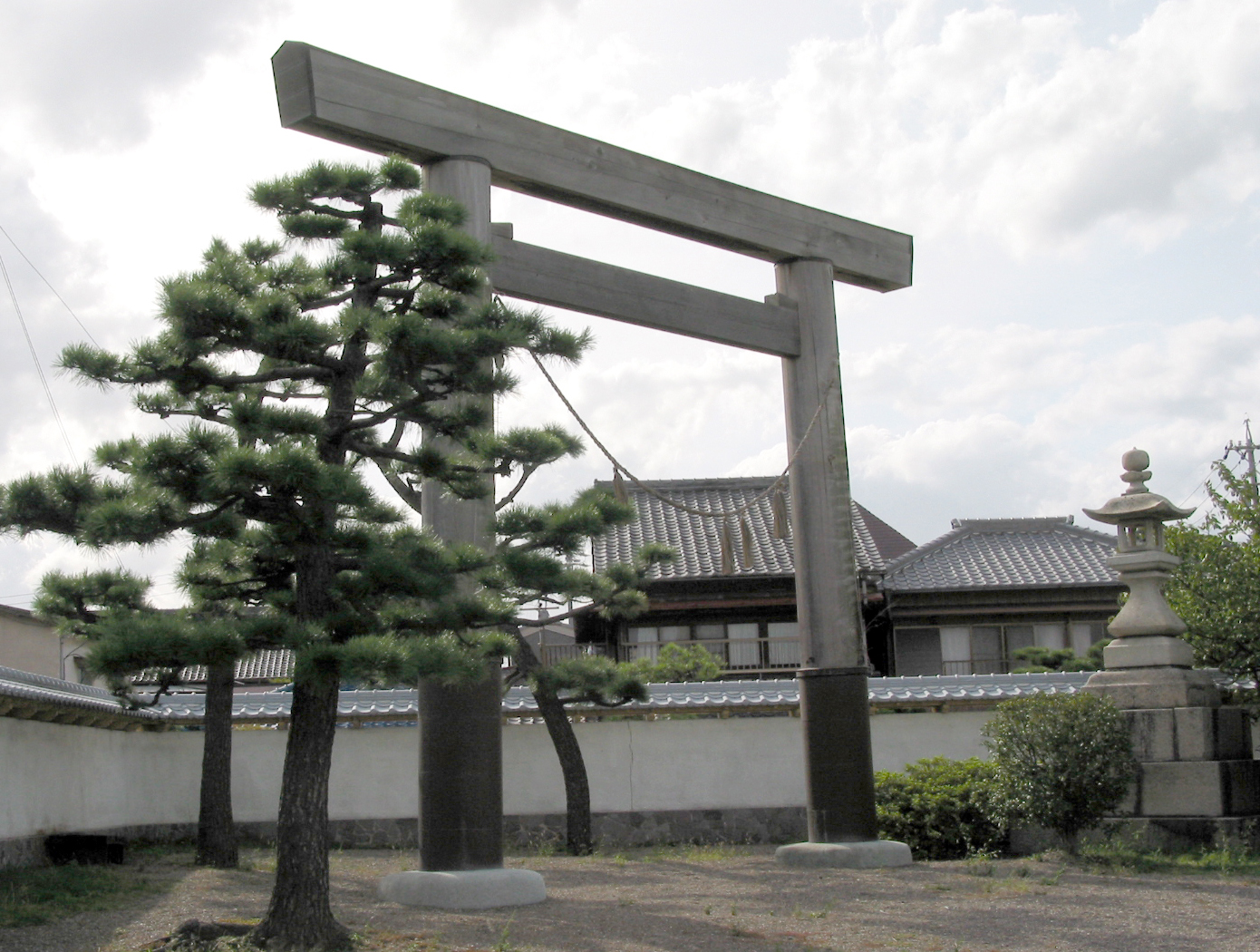
七里の渡し跡

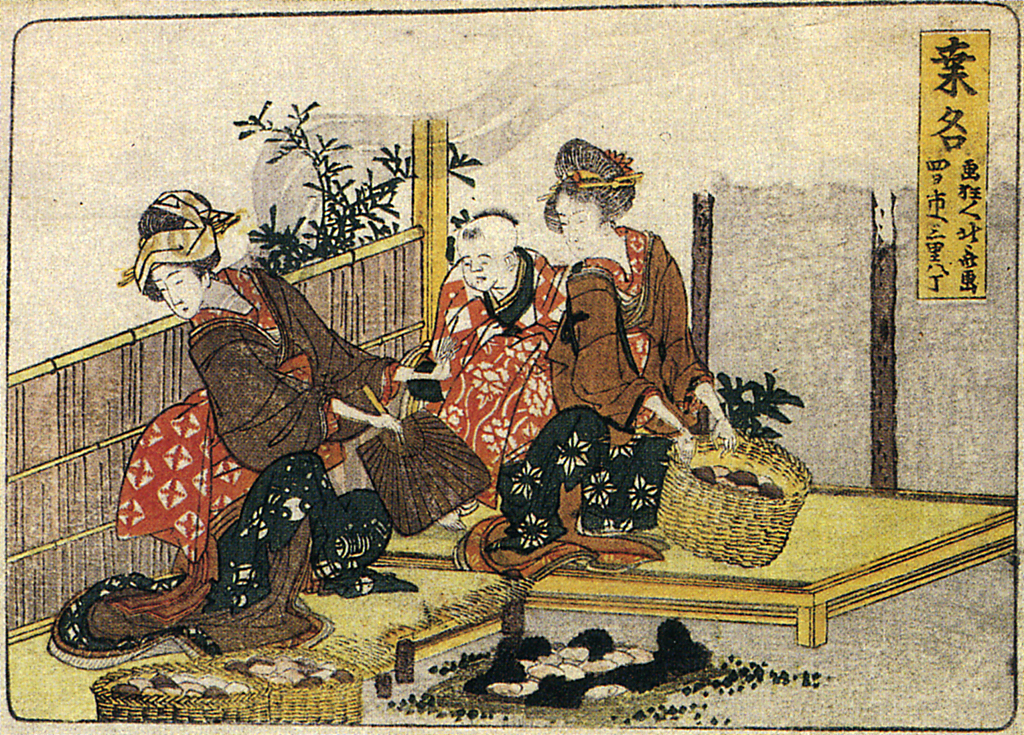
葛飾北斎『桑名　四日市へ三里八丁』（3里8町（丁）は約12.7kmで、桑名宿から四日市宿までの距離を意味する。）

桑名宿（くわなしゅく、くわなじゅく）は、東海道五十三次の42番目の宿場である。現在は三重県桑名市。

## 概要
脇往還佐屋街道もここから分岐していた。徳川四天王の本多家のほか、各松平家の大名が藩主を務めた桑名藩の城下町でもある。
江戸時代後期の調査では、本陣：2軒、脇本陣：4軒、旅籠屋：120軒を擁し、家数：2,544軒、人口：8,848人（男性：4,390人、女性：4,458人）であったと記録されている。東海道では旅籠屋数で宮宿に次ぐ2番目の規模を誇った。
宮宿とは、東海道で唯一の海上路である七里の渡しで結ばれ、伊勢国、および、伊勢参りの玄関口となっていた。
江戸時代の宿場町は揖斐川沿いにあったが、関西鉄道桑名駅が宿場町の西側に設けられて以降、市街地は西にシフトした。
話し言葉（方言）において木曽三川が東京式アクセントと京阪式アクセント（関西式アクセント）の境界であることから、桑名宿は東海道における京阪式アクセント地区最東端の宿場町となっている。

## 最寄り駅
- JR関西本線・近鉄名古屋線・養老鉄道養老線 桑名駅
- 三岐鉄道北勢線 西桑名駅

## 史跡・みどころ

### 桑名宿の史跡・みどころ
- 七里の渡し跡
  - 宮宿との間海路七里（28km）を結んでいた七里の渡しの船着き場跡。伊勢神宮遙拝用の一の鳥居がある。この鳥居は江戸時代の天明年間に伊勢国のはじめの地にふさわしい鳥居をと願い、矢田甚右衛門と大塚与六郎が関東諸国に勧進して立てたのが始まりである。明治以降は神宮式年遷宮のたびに宇治橋外側の鳥居を削って建て直されている。1959年（昭和34年）、三重県の指定史跡となった。
- 大塚本陣跡（船津屋）
- 脇本陣「駿河屋」跡（料理旅館「山月」の一部）
- 通り井跡
- 柿安本店
  - 文明開化初期の1871年（明治4年）に開業した牛鍋屋由来の老舗。
- 桑名宗社（春日神社）
  - 桑名神社（三崎大明神）と中臣神社（春日大明神）の総称で、別名春日神社とも呼ばれる桑名の総鎮守社。楼門（随神門）は1833年（天保4年）15代藩主松平定永が建立したものがあったが、1945年（昭和20年）空襲により焼失。現在建っているのは1995年（平成7年）に再建されたもの。
  - 青銅鳥居は桑名宗社門前の旧東海道に面して建つ鳥居。1667年（寛文7年）7代藩主松平定重が辻内善右衛門に命じて建立したもの。その後何度か天災・戦災に遭ったが、その都度歴代の辻内氏により修復され、今日に至っている。1965年（昭和40年）三重県指定文化財になった。
- 桑名城跡
  - 九華公園
  - 鎮国守国神社（本丸跡）
- 歴史を語る公園
- 海蔵寺（薩摩義士墓所）
- 佛眼院（喚鐘、桑名藩藩士墓所）

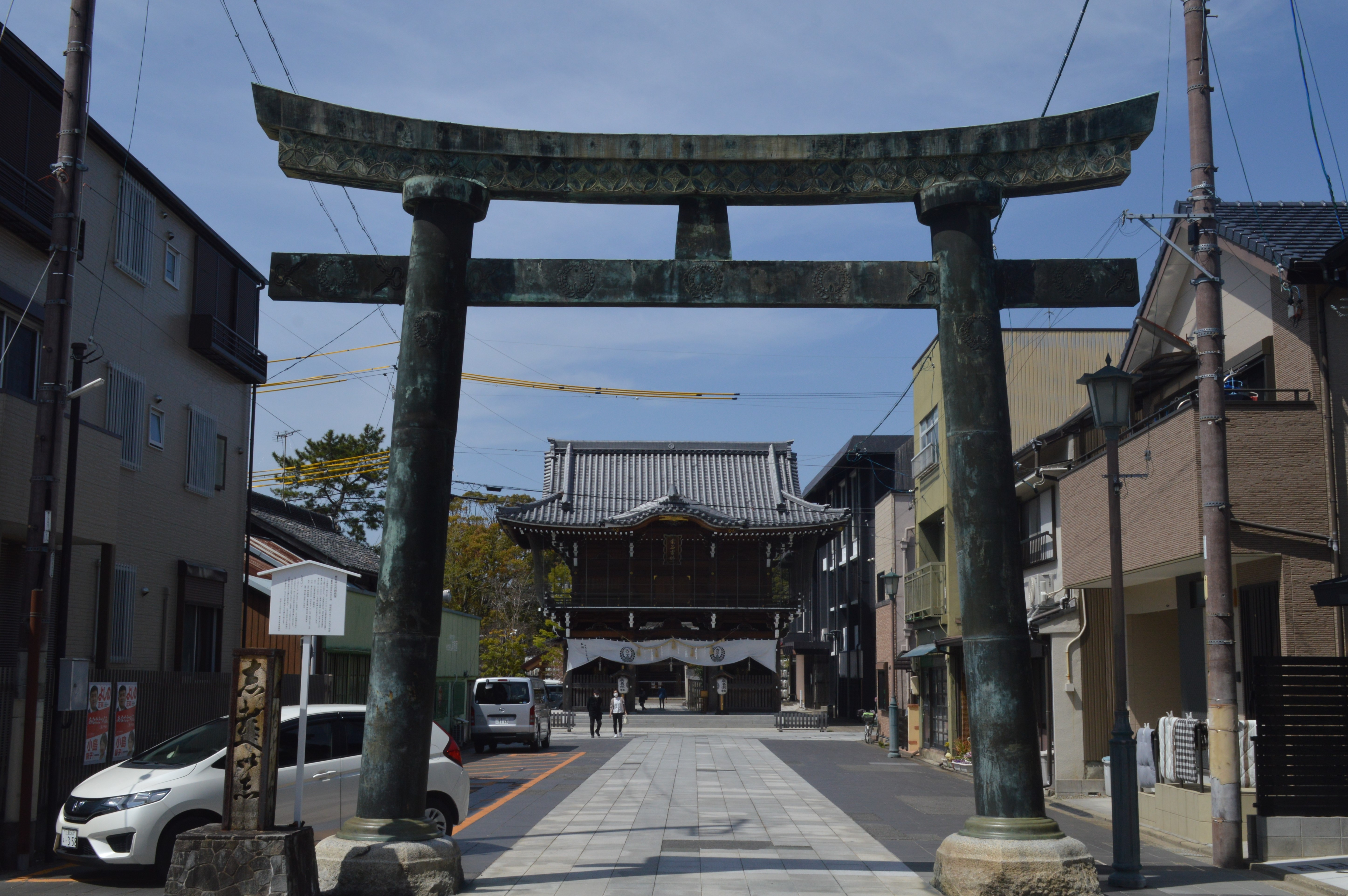
桑名宗社（春日神社）の青銅鳥居
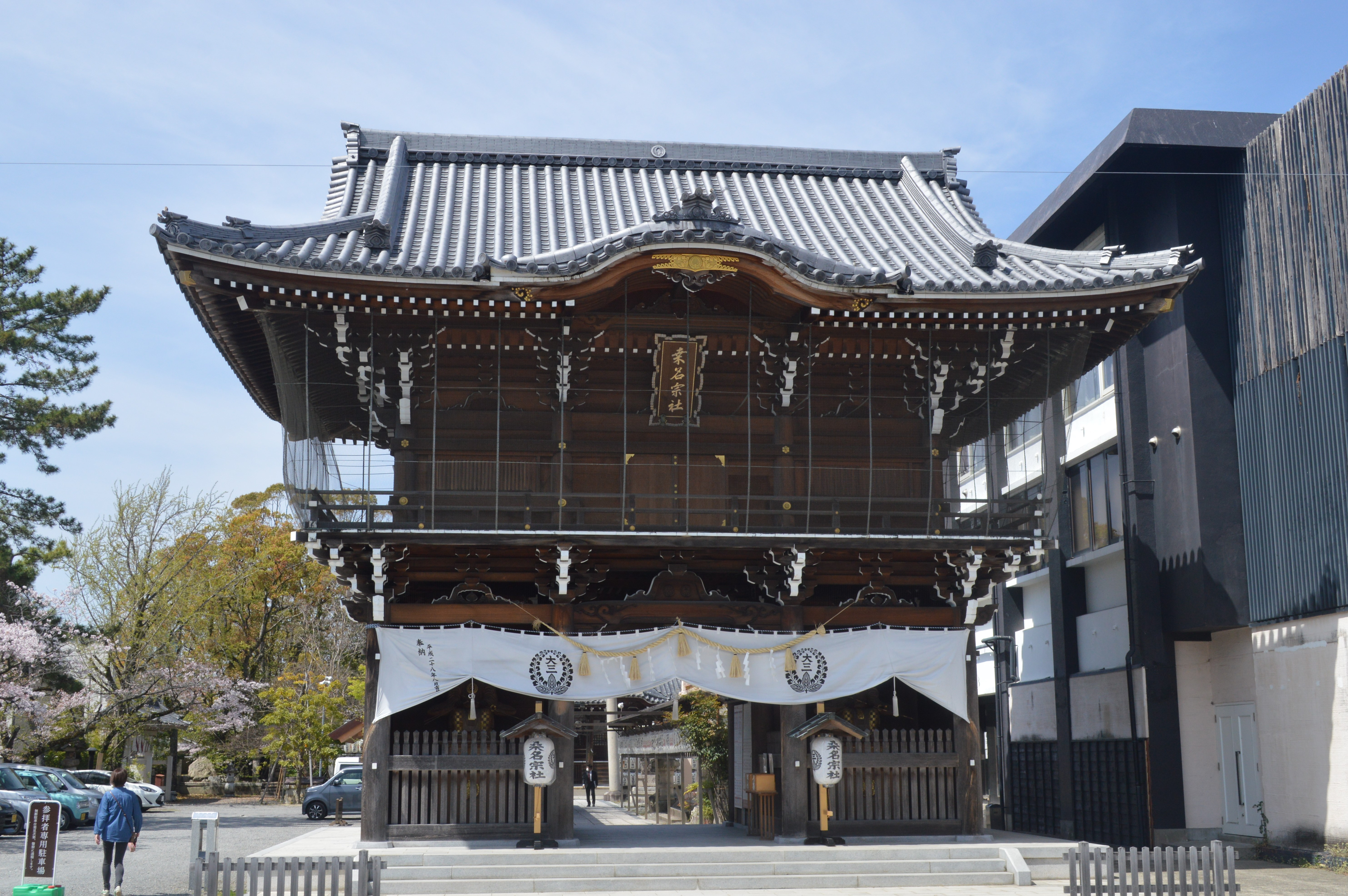
桑名宗社の楼門
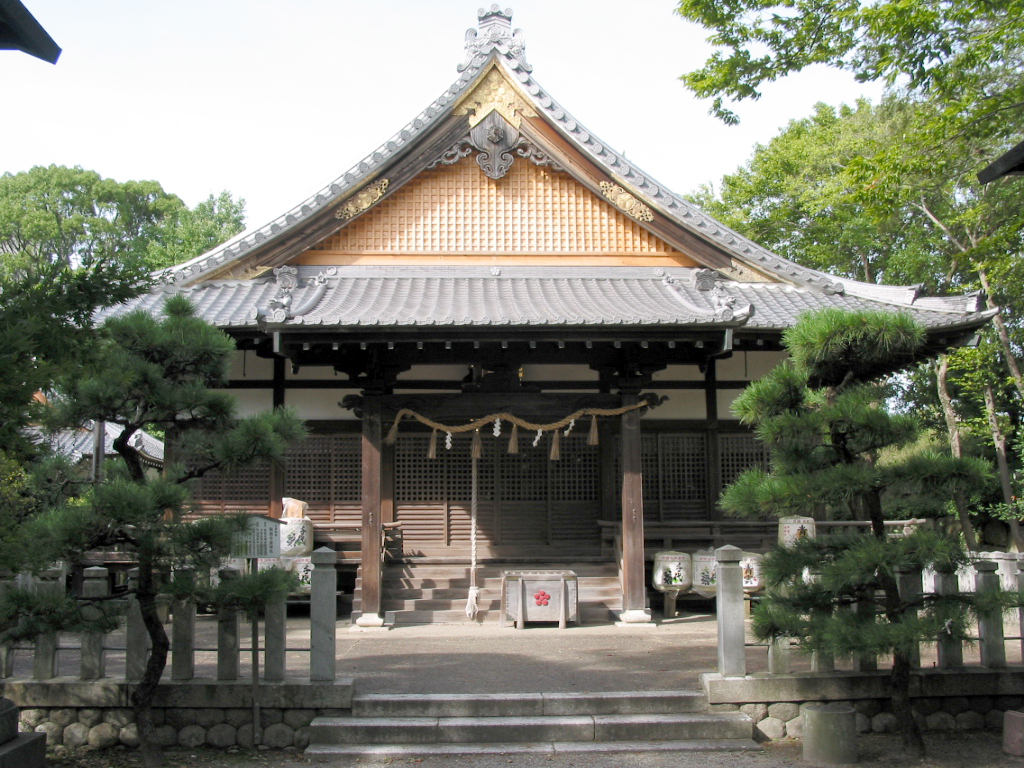
鎮国守国神社

### 四日市宿までの史跡・みどころ
- 桑名市博物館
- 吉津屋見附跡
- 安永餅店跡（料理旅館 玉喜亭母屋、安永餅の郷博物館）

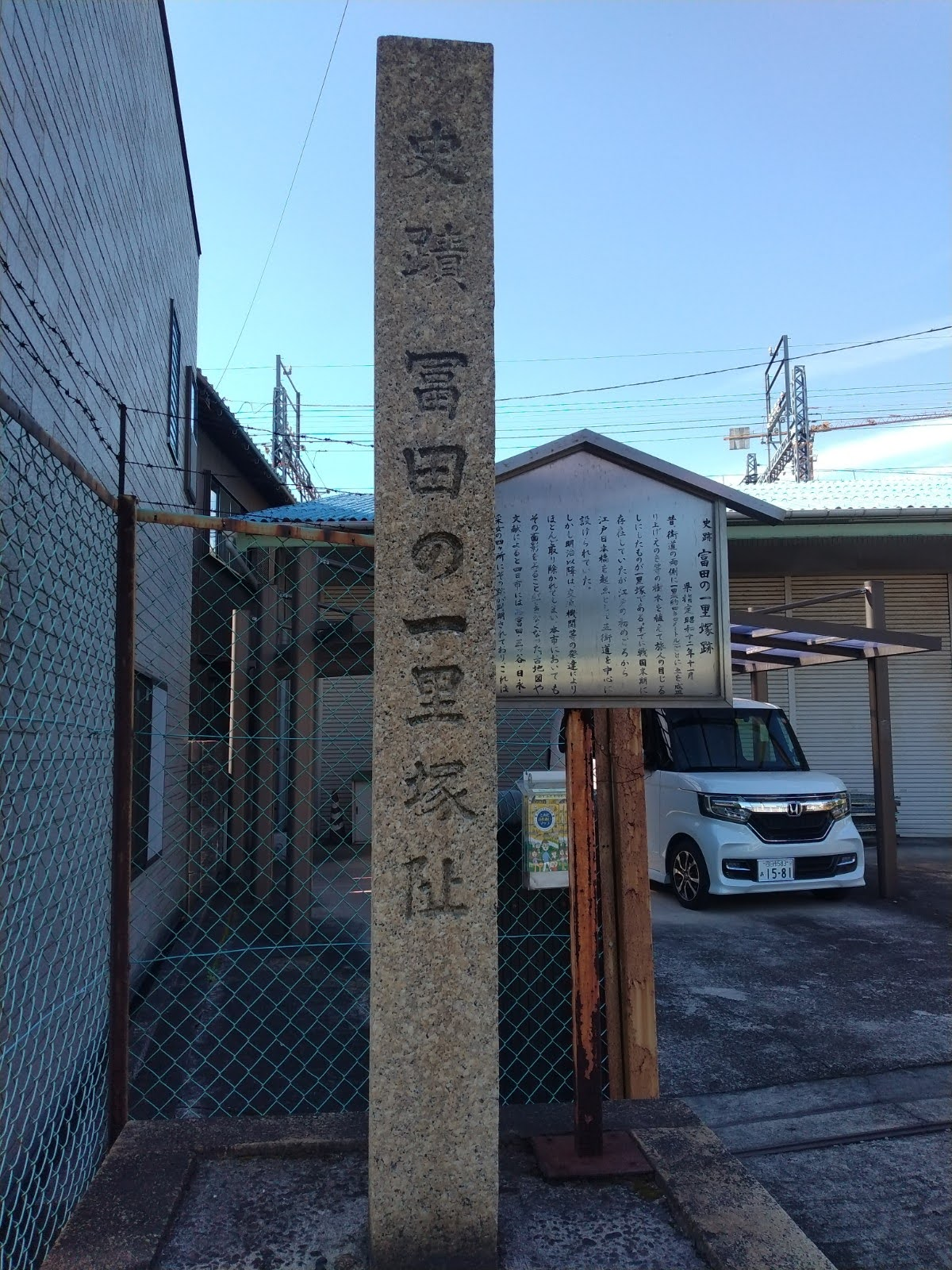
富田の一里塚跡

- 安永の常夜燈
- 縄生の一里塚跡
- 橘守部誕生地富田の一里塚跡
- 富田の一里塚跡(三重県指定史跡)
- 富田城跡
- 富田の一本松(四日市市指定史跡)
- 東海道名残松
- 三ツ谷の一里塚跡

## 名産
江戸時代後期に幕府の道中奉行所が五街道の全宿駅を調査、記録した『宿村大概帳』によれば、「桑名宿雑之部」に「一、此宿蛤・時雨蛤・白魚・干白魚名物なり、」との記載があり、桑名宿の主な名物として蛤（はまぐり）、白魚（しらうお）を挙げることができる。「桑名市#名産」も参照のこと。
- 蛤
  - 蛤は焼き蛤か煮蛤（時雨蛤）として食されることが多かった。主に焼き蛤は即席で旅人に供され、時雨蛤は土産物として売られていた[4]。
- 白魚
- 桑名萬古焼

## その他
「妖刀村正」で知られる村正は、桑名の刀匠である。江戸時代に桑名宿を行き交った旅人たちは、村正の噂や伝説を話題に楽しんだこともあったと推測される。
民謡『桑名の殿様』に登場する「桑名の殿様」は、桑名藩主ではなく、明治から大正にかけて米相場で儲けた桑名の大旦那衆（お大尽、成金）のことである。ただし、「桑名の殿様」を松平定信（楽翁公）とする異説も存在する。
江戸時代、桑名宿から富田の立場にかけての東海道沿いでは、焼き蛤を食べさせる店が多数軒を連ねて繁盛していた。（「富田の焼き蛤」も参照。）

## 隣の宿
東海道
宮宿 - 桑名宿 - 四日市宿